# 卡尔-海因茨·门茨
卡尔-海因茨·门茨（德語：Karl-Heinz Menz，1949年12月17日—），德国男子冬季两项运动员。他曾代表东德参加1976年冬季奥林匹克运动会冬季两项比赛，获得男子4×7.5公里接力铜牌。